# Kéjutazás 3.
Kéjutazás 3. (eredeti címén: Joy Ride 3) egy 2014-es amerikai horror-thriller. A filmet Declan O'Brien írta és rendezte.

## Szereplők
| Színész           | Szereplő                     | Magyar hang       |
| ----------------- | ---------------------------- | ----------------- |
| Ken Kirzinger     | Rozsdabarna                  | Törköly Levente   |
| Jesse Hutch       | Jordon Wells                 | Czető Roland      |
| Kirsten Prout     | Jewel McCaul                 | Csuha Borbála     |
| Ben Hollingsworth | Mickey Cole                  | Szabó Máté        |
| Leela Savasta     | Alisa Rosado                 | Csifó Dorina      |
| Gianpaolo Venuta  | Austin Moore                 | Markovics Tamás   |
| Sara Mitich       | Candy                        | Sipos Eszter Anna |
| Jake Manley       | Bobby Crow                   | Baráth István     |
| Dean Armstrong    | Charlie Williams rendőrtiszt | Csőre Gábor       |
| J. Adam Brown     | Rob                          | Karácsonyi Zoltán |

További magyar hangok: Holl Nándor, Rosta Sándor